# Tommot
Tommot (en russe : Томмот) est une ville de la république de Sakha (Iakoutie), en Russie. Sa population s'élevait à 7 508 habitants en 2014.

## Géographie
Tommot est située sur le plateau de l'Aldan, en Sibérie. Elle est arrosée par la rivière Aldan, un affluent de la Léna. Elle fait partie du raïon d'Aldan et se trouve à 65 km au nord-est du centre administratif du raïon, la ville d'Aldan, à 391 km au sud-ouest de Iakoutsk et à 4 937 km à l'est de Moscou.

## Histoire
À la suite de la découverte d'un gisement de mica par le chasseur V. Sakharov en 1942 près du ruisseau Emeldchak, son extraction a démarré.
L'agglomération fut créée en 1923 près d'un débarcadère situé sur l'Aldan utilisé pour approvisionner les mineurs d'or de la ville d'Aldan. Tommot a le statut de ville depuis 1925.

## Population

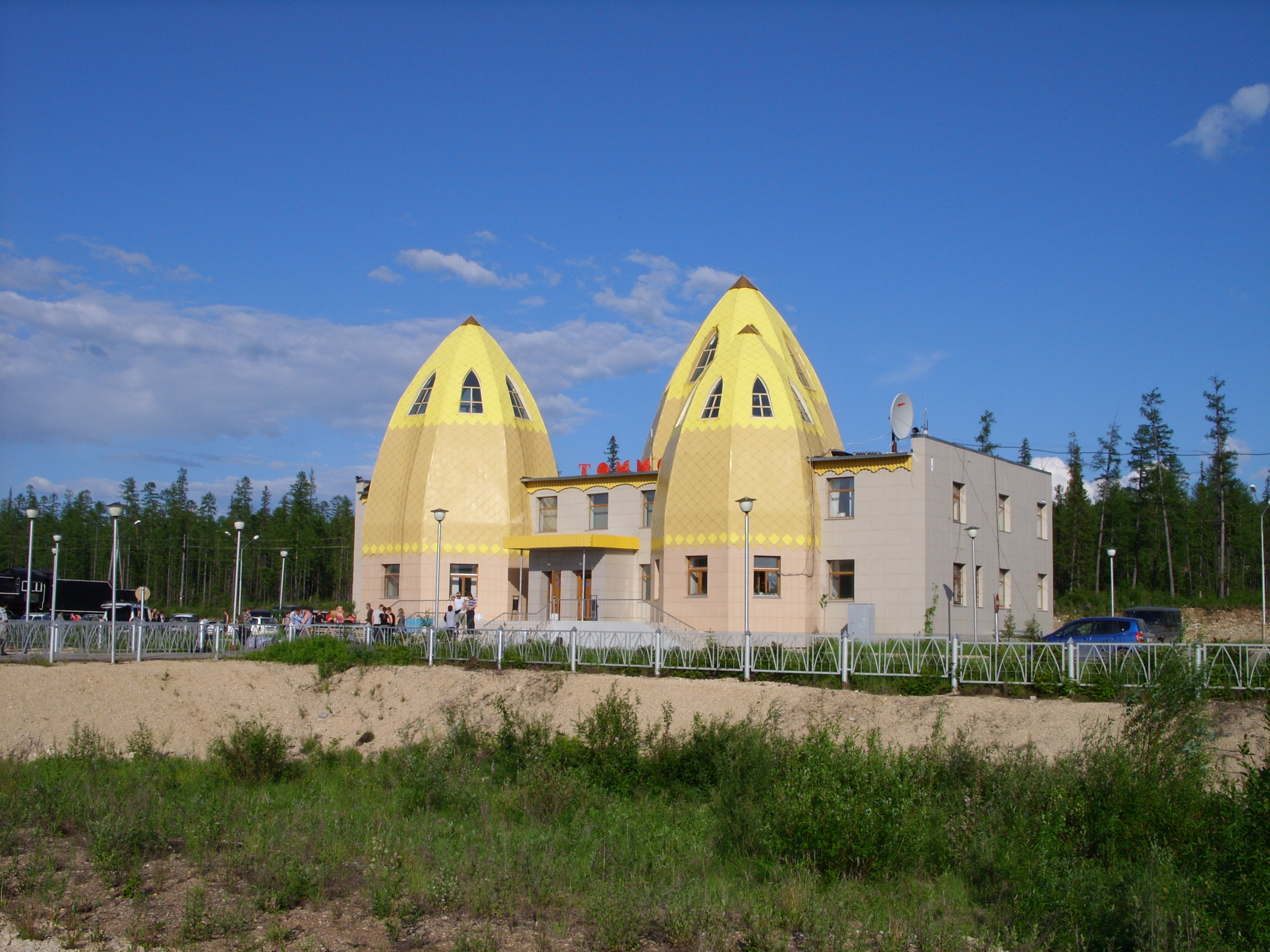
Gare de Tommot, sur la ligne Magistrale Amour-Iakoutie.

Recensements (*) ou estimations de la population
| 1926* | 1939* | 1959* | 1970* | 1979* |
| ----- | ----- | ----- | ----- | ----- |
| 400   | 2 800 | 5 406 | 7 993 | 6 320 |

| 1989* | 2002* | 2010* | 2013  | 2014  |
| ----- | ----- | ----- | ----- | ----- |
| 9 460 | 9 032 | 8 057 | 7 666 | 7 508 |

## Transports
Tommot est le terminus provisoire de la ligne ferroviaire AIAM (Amour Iakoutsk Magistrale) qui doit à terme relier le Transsibérien à Iakoutsk. Elle se trouve sur la route de la Léna (M56). Ces deux axes traversent l'Aldan au niveau de l'agglomération.

## Climat
| Mois                     | jan.  | fév.  | mars  | avril | mai | juin | jui. | août | sep. | oct. | nov.  | déc.  | année |
| ------------------------ | ----- | ----- | ----- | ----- | --- | ---- | ---- | ---- | ---- | ---- | ----- | ----- | ----- |
| Température moyenne (°C) | −30,9 | −25,8 | −16,3 | −5,2  | 4,4 | 12,8 | 15,8 | 12,8 | 4,6  | −7,5 | −21,4 | −29,7 | −7,2  |